# Брейдафиорд
Брейдафиорд (на исландски: Breiðafjörður) е голям залив на северозападното крайбрежие на Исландия. Разположен е между Северозападния полуостров на север и полуостров Снайфедлснес на юг. Вдава се в сушата на 124 km. Ширина на входа (между носовете Бяргтаунгар на северозапад и Ендвердарнес на югозапад) 71 km. Дълбочина в откритата част 50 – 100 m. Бреговете на Брейда фиорд са предимно високи, стръмни и силно разчленени от множество по-малки фиорди (Ватнесфиорд, Кедлингардфиорд, Скаулмарфиорд, Торскафиорд, Берюфиорд, Крауксфиорд, Гилдфиорд, Хвамсфиорд и др.) и полуострови между тях. В него се намират около 3000 островчета, от които само един е с постоянно население – Флатей, а най-високият (95 m н.в.) е Клакейяр (Klakkeyjar). Приливите са полуденонощни с височина до 3,6 m
Брейдафиорд се е формирал в резултат на мощни движения на земната кора и вулканична дейност преди между 14 и 7 милиона години в периода на миоцена. Първо се е образувала северната, а след това южната част на фиорда. На крайбрежието, на островите и в морската акватория има и днес множество горещи източници.
Единственият постоянно обитаем остров е Флатей. На някои от другите острови има построени вили, които се ползват през летния сезон. По крайбрежието му са разположени множество малки риболовни селища – Сандур, Стикисхоулмур и др.